# Sarah Lipska
Pour les articles homonymes, voir Lipska.
Sarah Lipska, née le 7 décembre 1882 à Mława et morte le 28 novembre 1973 à Paris, est une peintre, styliste et décoratrice française d’origine polonaise. Elle a excellé dans son art à Paris, sa ville d’adoption, de 1912 jusqu’à sa mort.

## Biographie
Sarah Lipska est née le 7 décembre 1882 dans une famille juive, à Mława, dans la Pologne par les Russes. Elle fait ses études à l’École des beaux-arts de Varsovie, de 1904 à 1907. Elle en est une des premières élèves avec entre autres Fryda Frankowsk, Zofia Pyramowicz, Constantin Ciurlionis, Tadeus Pruszkowski, Romuald Witkowski puisque l’école, fermée par les Russes après l’insurrection de 1831, est rouverte le 17 mars 1904. Son professeur de sculpture est Xawery Dunikowski. En 1908, à Bruxelles elle en aura une fille, Xavera Dunikowska. Elle restera en contact toute sa vie avec lui.
Au cours de l’année 1906, elle fait un voyage en Syrie et en Palestine. En 1911 et 1912, elle expose à Zacheta, Varsovie, seule femme parmi les exposants. La vice-présidente de l’association des artistes organisateurs est alors Olga Boznanska. Elle expose ensuite au Salon d’automne en 1919. Puis elle collabore avec Léon Bakst aux ballets russes de Serge Diaghilev,, dont elle fera plus tard le buste qui est au musée de l’opéra Garnier. Elle réalise de nombreux costumes pour des ballets ou des œuvres théâtrales, notamment « Annabella » de Maurice Mayre, au théâtre Femina, en novembre 1922.
Elle collabore à partir de 1924 avec la maison de couture Myrbor pour laquelle elle réalise de nombreux dessins de tissus et de décorations d’intérieur. En 1925, elle participe à l’Exposition internationale des arts décoratifs de Paris. Les projets de décors d’intérieurs et d’ameublements de Sarah Lipska et de René Martin sont publiés dans « le Style moderne ». Elle réalise avec Adrienne Gorska, architecte DESA, sœur de Tamara de Lempicka dont elle fréquente le salon, l'aménagement intérieur de la maison de Barbara Harrison (Mme Lloyd Bruce Wescott), à Rambouillet (2, boulevard Voirin renommé boulevard du Maréchal-Leclerc no 10). À la même époque, la femme de son ami Anatole de Montzie et Léo et Sarah Stein se font construire par Le Corbusier, à Vaucresson, « la villa de Montzie ». En 1929, elle réalise l’aménagement intérieur de l’hôtel particulier, le « show room », rue Saint-Didier à Paris, d’Antoine Cierplikowski. Elle est une des toutes premières, avec Pierre Chareau, à utiliser le verre dans toutes ses formes en architecture d’intérieur.
En 1931, elle présente une tapisserie à l’Exposition coloniale de Paris et termine l’aménagement de l’appartement d’Antoine Cierplikowski, 1 rue Paul Doumer. Elle ouvre plusieurs boutiques où présenter ses œuvres, meubles ou ses vêtements de haute couture : rue Belloni à Montparnasse, et au 146 rue des Champs-Élysées, entre autres. Elle peint de nombreux portraits et sculpte de nombreux bustes ou bas-reliefs. Elle utilise le bois, le ciment ou la résine. Nathalie Paley, la marquise Casati, Arthur Rubinstein, Paul Poiret, Helena Rubinstein, Sofia Piramowicz, Franciska Granier, Edgar Varese, le ministre de Monzie, parmi d’autres sont ses modèles. Elle inscruste perles et éclats de verre de Murano dans les portraits en bas-reliefs de Nathalie Paley et de la marquise Luisa Casati, joue du bois et du verre dans un triple portrait d’Antoine. Il existe un buste de Nathalie Paley qui allie la faïence au bois. En 1937, elle expose « l’oiseau et l’avion » à l’Exposition des arts et techniques de Paris et obtient la médaille d’or.
Après la guerre, elle collaborera avec Serge Lifar pour les décors et les costumes de ses ballets, continue ses travaux avec Antoine Cierplikowski ou Helena Rubinstein, démarre une collaboration avec Paul Murat, alors président de la Ligue française pour la protection des oiseaux. Un des thèmes récurrents et dominant de son œuvre est en effet l’oiseau, qu’elle a sculpté, dessiné et peint toute sa vie.
Elle remporte en 1953 le concours ouvert et réalise le monument à la mémoire de Léon Blum, érigé à Narbonne. En 1954, elle redessine et aménage le hall principal de la maison des Campbell-Jonhston, 32 rue de Montpensier, à Paris. Elle continue à peindre toiles et portraits jusqu’à sa mort à Paris, sa ville depuis 1912,. Une de ses dernières toiles représentait des hirondelles et des araignées sur un fond d’orage orange. Elle décède le 28 novembre 1973 à son domicile, situé au 216 boulevard Raspail, dans le 14e arrondissement de Paris.

## Œuvres
Ses œuvres sont entre autres présentées au musée des Années Trente à Boulogne-Billancourt (six œuvres), au musée de Meudon, au musée Sainte-Croix de Poitiers, au musée de L’Opéra (Palais Garnier), etc. Ses tissus sont exposés au Brooklyn Museum de New-York, et un buste d’Albert Einstein à la Banque cantonale bernoise, en Suisse.
- Le Buste de la princesse Natalie Paley, (1930)[3] ;
- Le Buste de Colette, (1955)[3] ;
- Les Chimères, (1932)[3] ;